# Eugeniusz Andrzej Dąbrowski
Eugeniusz Andrzej Dąbrowski (ur. 10 listopada 1887 w Rzeszowie, zm. 1940 w ZSRR) – podpułkownik artylerii Wojska Polskiego, ofiara zbrodni katyńskiej.

## Życiorys
Urodził się 10 listopada 1887 w Rzeszowie jako syn Stanisława. 
W 1910 rozpoczął zawodową służbę wojskową w c. i k. armii. Na stopień podporucznika został mianowany ze starszeństwem z 1 września 1910 roku w korpusie oficerów piechoty. Jego oddziałem macierzystym był Galicyjski pułk piechoty nr 89 w Jarosławiu. W latach 1912–1913 wziął udział w mobilizacji sił zbrojnych Monarchii Austro-Węgierskiej, wprowadzonej w związku z wojną na Bałkanach. W 1914 pełnił służbę w pułku armat polowych nr 28 w Przemyślu, pozostając oficerem nadetatowym Galicyjskiego pułku piechoty nr 89. Później został przeniesiony do korpusu oficerów artylerii polowej i górskiej, i wcielony do pułku armat polowych nr 28. Na stopień porucznika został mianowany ze starszeństwem z 1 sierpnia 1914. W 1917 pełnił służbę w pułku haubic polowych nr 2. Na stopień kapitana został mianowany ze starszeństwem z 1 maja 1917 w korpusie oficerów artylerii polowej i górskiej. W 1918 pełnił służbę w pułku artylerii polowej nr 102.
Po zakończeniu wojny i odzyskaniu przez Polskę niepodległości został przyjęty do Wojska Polskiego. 26 sierpnia 1919 został zatwierdzony na stanowisku dowódcy I dywizjonu 5 Pułk Artylerii Ciężkiej.
Został awansowany do stopnia podpułkownika artylerii ze starszeństwem z dniem 1 czerwca 1919. W 1923 był zastępcą dowódcy 11 pułku artylerii polowej w Stanisławowie. We wrześniu 1924 został przeniesiony do 7 pułku artylerii polowej w Częstochowie na stanowisko dowódcy pułku, a w następnym miesiącu przeniesiony do 24 pułku artylerii polowej Jarosławiu na stanowisko dowódcy pułku. Jako przynależny do tej jednostki w 1928 był oficerem placu Baranowicze. W 1934 jako podpułkownik artylerii przeniesiony w stan spoczynku był przydzielony do Oficerskiej Kadry Okręgowej nr VI jako oficer przewidziany do użycia w czasie wojny i pozostawał wówczas w ewidencji Powiatowej Komendy Uzupełnień Lwów Miasto.
Po wybuchu II wojny światowej i agresji ZSRR na Polskę z 17 września 1939 na terenach wschodnich II Rzeczypospolitej został aresztowany przez Sowietów. Został zamordowany przez NKWD na wiosnę 1940. Jego nazwisko znalazło się na tzw. Ukraińskiej Liście Katyńskiej opublikowanej w 1994 (został wymieniony na liście wywózkowej 55/51-24 oznaczony numerem 948). Ofiary tej części zbrodni katyńskiej zostały pochowane na otwartym w 2012 Polskim Cmentarzu Wojennym w Kijowie-Bykowni.

## Ordery i odznaczenia
- Krzyż Zasługi Wojskowej 3 klasy z dekoracją wojenną i mieczami po raz drugi – 1918[8]
- Krzyż Zasługi Wojskowej 3 klasy z dekoracją wojenną (1916[20]) i mieczami (1917[21])
- Signum Laudis Srebrny Medal Zasługi Wojskowej z mieczami na wstążce Krzyża Zasługi Wojskowej[21]
- Signum Laudis Brązowy Medal Zasługi Wojskowej z mieczami na wstążce Krzyża Zasługi Wojskowej[21]
- Krzyż Wojskowy Karola[21]
- Krzyż Pamiątkowy Mobilizacji 1912–1913[22]